# Кировск (Ленинградска област)
Кировск (на руски: Кировск) е град в Русия, административен център на Кировски район, Ленинградска област. Населението на града към 1 януари 2018 година е 26 387 души.